# إطلاق النار في توكسون 2011
إطلاق الرصاص بالقرب من توكسون، أريزونا، حدث في 8 يناير، 2011؛ وأصيب فيه 20 شخص قتل منهم ستة أشخاص في أثناء اجتماع عام عقدته عضوة الكونغرس الأمريكي غابرييل جيفوردز في حديقة متجر سيفواي، كاكاس أدوبيس، أريزونا. ومن ضمن القتلى رئيس المحكمة الفدرالية الأمريكية في أريزونا، جون رول؛ وطفلة في التاسعة؛ ومساعد في الكونغرس. وقيل أن عضوة الكونغؤس عن الحزب الديمقراطي غابرييل جيفوردز هي المستهدفة بالهجوم، والتي أصيبت بطلق ناري في الرأس من مسافة قريبة ودخلت في حالة طبية حرجة. وتم القبض على شاب في ال22 من عمره يُدعى جارد لي لفنر،  وتم إستجوابه من قبل مكتب التحقيقات الفدرالي (FBI). حتى الآن سبب الهجوم غير معلوم، إذ أن المشتبه فيه لا يتكلم مستنداً إلى حقوقه في عدم تجريم الذات.
غابرييل جيفوردز هي أول سياسية وعضو مجلس نواب أمريكي يطلق عليها النار بعد محاولة إغتيال رونالد ريجان في مارس 1981.

## أطلاق النار
وقع إطلاق النار في 8 يناير 2011 ، الساعة 10:10 صباحًا MST (17:10 UTC). عقد ممثل الولايات المتحدة من ولاية أريزونا، غابرييل جيفوردز، اجتماعًا مؤسسًا باسم «الكونجرس على ركنك» في سوبر ماركت سافوي في مركز قرية لا توسكانا، والذي يقع في كاساس أدوبيس، وهي منطقة غير مدمجة شمال توسن، أريزونا.
قام جيفوردز بإعداد طاولة خارج المتجر وتجمع حوالي 20 إلى 30 شخصًا حولها عندما قام جاريد لي لوفنر البالغ من العمر 22 عامًا فجأة برسم مسدس وأطلق النار على جيفوردس في الرأس. تم تصوير إطلاق النار على الفيديو بواسطة كاميرا أمن المتجر، لكن لم يتم طرحه بعد على الجمهور.

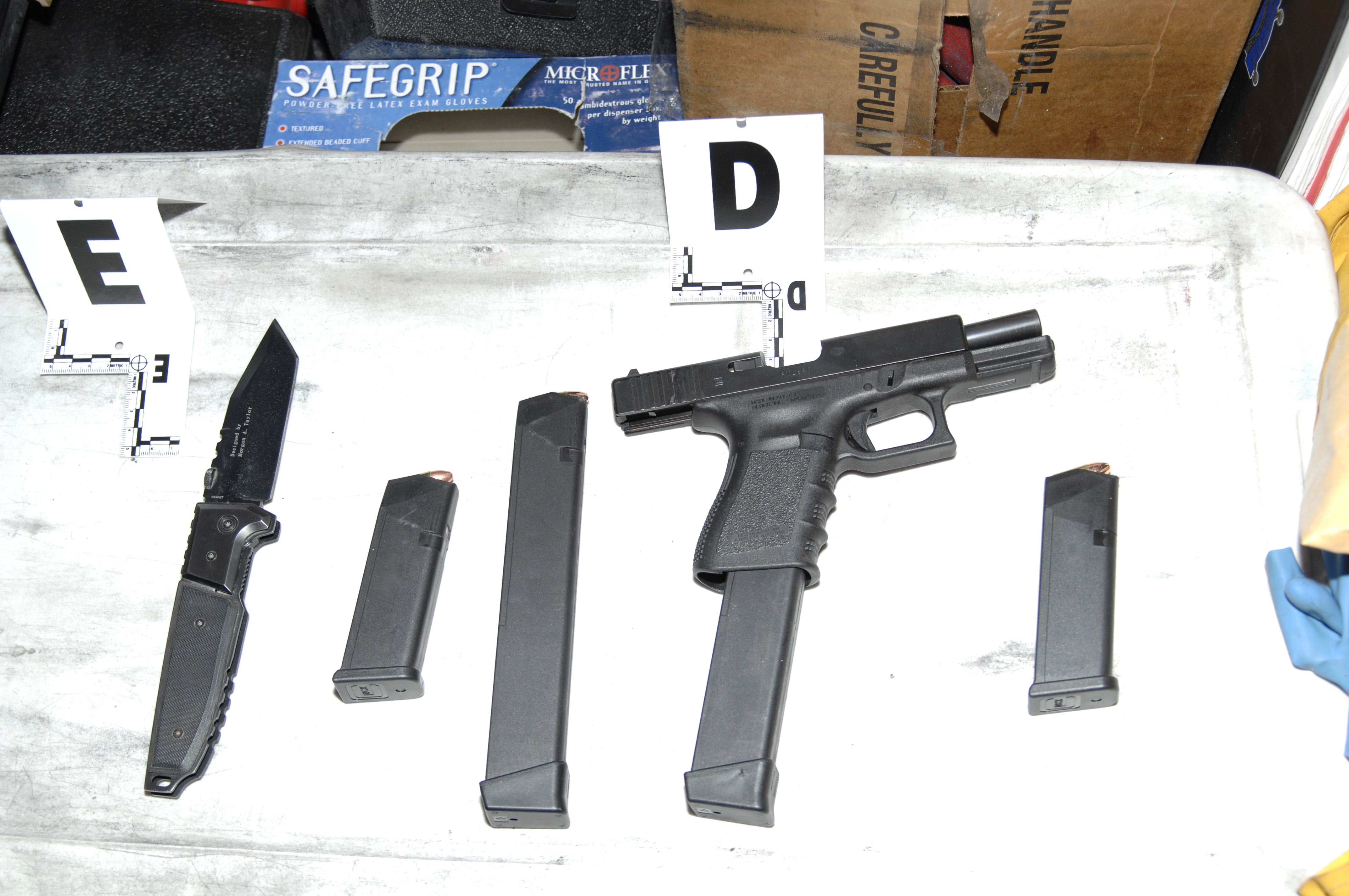
الأسلحة المستردة من الجاني ؛ سكين ، أربع مجلات ، غلوك 19

### المنفذ

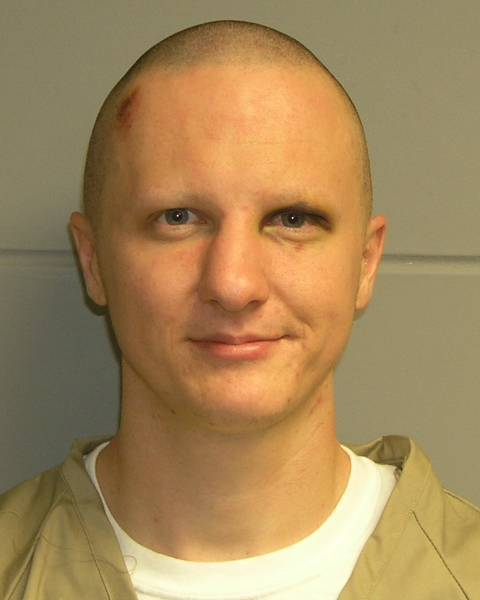
جاريد لي لوغنر

## الضحايا
قُتل ستة أشخاص في الهجوم، من بينهم؛